# Šípkov
Šípkov este o comună slovacă, aflată în districtul Bánovce nad Bebravou din regiunea Trenčín, pe malul râului Bebrava⁠(d). Localitatea se află la altitudinea de 270 m deasupra n.m., se întinde pe o suprafață de 11,56 km2 și în 2017 număra 141 de locuitori.

## Istoric
Localitatea Šípkov este atestată documentar din 1295.

## Demografie
| An:                | 1994 | 2004    | 2014   | 2024   |
| ------------------ | ---- | ------- | ------ | ------ |
| Număr de persoane: | 192  | 150     | 143    | 144    |
| Diferență:         |      | −21,87% | −4,66% | +0,69% |

| An:                | 2023 | 2024   |
| ------------------ | ---- | ------ |
| Număr de persoane: | 148  | 144    |
| Diferență:         |      | −2,70% |